# Onthophagus insulsus
Onthophagus insulsus là một loài bọ cánh cứng trong họ Bọ hung (Scarabaeidae).